# Тозини, Фабрицио
Фабрицио Тозини (итал. Fabrizio Tosini, 30 ноября 1969, Парма) — итальянский бобслеист, пилот, выступал за сборную Италии с 1989 года по 2010-й. Участник четырёх зимних Олимпийских игр, неоднократный победитель и призёр национального первенства, различных этапов Кубка мира.

## Биография
Фабрицио Тозини родился 30 ноября 1969 года в городе Парма, регион Эмилия-Романья. Активно заниматься бобслеем начал в 1989 году, тогда же в качестве пилота прошёл отбор в национальную сборную и стал ездить на крупнейшие международные старты, порой показывая довольно неплохой результат. Тем не менее, из-за высокой конкуренции в команде долгое время вынужден был выступать на менее значимых второстепенных заездах, вплоть до 1997 года, когда с лучшей стороны проявил себя на чемпионате Италии. Благодаря череде удачных заездов удостоился права защищать честь страны на зимних Олимпийских играх 1998 года в Нагано, где финишировал четырнадцатым с двухместным экипажем и двадцатым с четырёхместным.
После этих соревнований Тозини продолжил выступать на высоком уровне и в 2002 году поехал на Олимпиаду в Солт-Лейк-Сити, планировал побороться здесь за медали, но в итоге проехал немногим лучше предыдущего раза — одиннадцатое место в двойках и девятнадцатое в четвёрках. В 2005 году поучаствовал в заездах взрослого чемпионата мира в канадском Калгари, был двенадцатым среди двоек и пятнадцатым среди четвёрок, при этом в общем зачёте Кубка мира неизменно присутствовал в двадцатке сильнейших. Будучи лидером итальянской сборной, соревновался на Олимпийских играх 2006 года в Турине, показал тринадцатое время с двухместным экипажем и одиннадцатое с четырёхместным.
В начале следующего сезона Фабрицио Тозини выиграл свою первую медаль мирового кубка, это произошло в декабре на этапе в американском Лейк-Плэсиде — в зачёте четвёрок он финишировал третьим и получил за это бронзовую награду. На чемпионате мира 2008 года в немецком Альтенберге занял пятнадцатое место в двойках и четырнадцатое в четвёрках, год спустя на мировом первенстве в Лейк-Плэсиде участвовал исключительно в зачёте двоек и двадцать третьим. Последним важным международным стартом для него стали Олимпийские игры 2010 года в Ванкувере, где с двойкой он пришёл к финишу семнадцатым. Сразу после этих соревнований Тосини принял решение завершить карьеру профессионального спортсмена, уступив место молодым итальянским разгоняющим.